# Temporada 2002 del Campeonato del Mundo de Motociclismo
El Campeonato del mundo de motociclismo de 2002 fue la 54.º edición del Campeonato Mundial de Motociclismo
promovido por la F.I.M.. La temporada se inició el día 7 de abril en Suzuka y finalizó el día 3 de noviembre en Valencia. Valentino Rossi acabó conquistando el título de MotoGP en 2002.
La gran novedad para esa temporada fue el cambio de las motocicletas de 500cc a las de 990cc, cambiando también el nombre de la categoría, que pasó desde entonces a llamarse MotoGP.

## Grandes Premios
| Fecha            | Gran Premio              | Circuito       | Vencedor de 125cc | Vencedor de 250cc | Vencedor MotoGP |
| 7 de abril       | GP de Japón              | Suzuka         | Arnaud Vincent    | Osamu Miyazaki    | Valentino Rossi |
| 21 de abril      | GP de Sudáfrica          | Phakisa        | Manuel Poggiali   | Marco Melandri    | Tohru Ukawa     |
| 5 de mayo        | GP de España             | Jerez          | Lucio Cecchinello | Fonsi Nieto       | Valentino Rossi |
| 19 de mayo       | GP de Francia            | Le Mans        | Lucio Cecchinello | Fonsi Nieto       | Valentino Rossi |
| 2 de junio       | GP de Italia             | Mugello        | Manuel Poggiali   | Marco Melandri    | Valentino Rossi |
| 16 de junio      | GP de Cataluña           | Cataluña       | Manuel Poggiali   | Marco Melandri    | Valentino Rossi |
| 29 de junio      | GP de los Países Bajos   | Assen          | Dani Pedrosa      | Marco Melandri    | Valentino Rossi |
| 14 de julio      | GP de Reino Unido        | Donington Park | Arnaud Vincent    | Marco Melandri    | Valentino Rossi |
| 21 de julio      | GP de Alemania           | Sachsenring    | Arnaud Vincent    | Marco Melandri    | Valentino Rossi |
| 25 de agosto     | GP de Rep. Checa         | Brno           | Lucio Cecchinello | Marco Melandri    | Max Biaggi      |
| 8 de septiembre  | GP de Portugal           | Estoril        | Arnaud Vincent    | Fonsi Nieto       | Valentino Rossi |
| 21 de septiembre | GP de Brasil             | Río de Janeiro | Masao Azuma       | Sebastian Porto   | Valentino Rossi |
| 6 de octubre     | GP del Pacífico          | Motegi         | Dani Pedrosa      | Toni Elías        | Alex Barros     |
| 13 de octubre    | GP de Malásia            | Sepang         | Arnaud Vincent    | Fonsi Nieto       | Max Biaggi      |
| 20 de octubre    | GP de Australia          | Phillip Island | Manuel Poggiali   | Marco Melandri    | Valentino Rossi |
| 3 de noviembre   | GP de la Com. Valenciana | Valencia       | Dani Pedrosa      | Marco Melandri    | Alex Barros     |

## MotoGP
Sistema de puntuación
Los puntos se reparten entre los quince primeros clasificados en acabar la carrera. 
Sistema de puntuación de 1993 hasta 2022:
| Posición | 1.º | 2.º | 3.º | 4.º | 5.º | 6.º | 7.º | 8.º | 9.º | 10.º | 11.º | 12.º | 13.º | 14.º | 15.º |
| Puntos   | 25  | 20  | 16  | 13  | 11  | 10  | 9   | 8   | 7   | 6    | 5    | 4    | 3    | 2    | 1    |